# Charlotte Greve

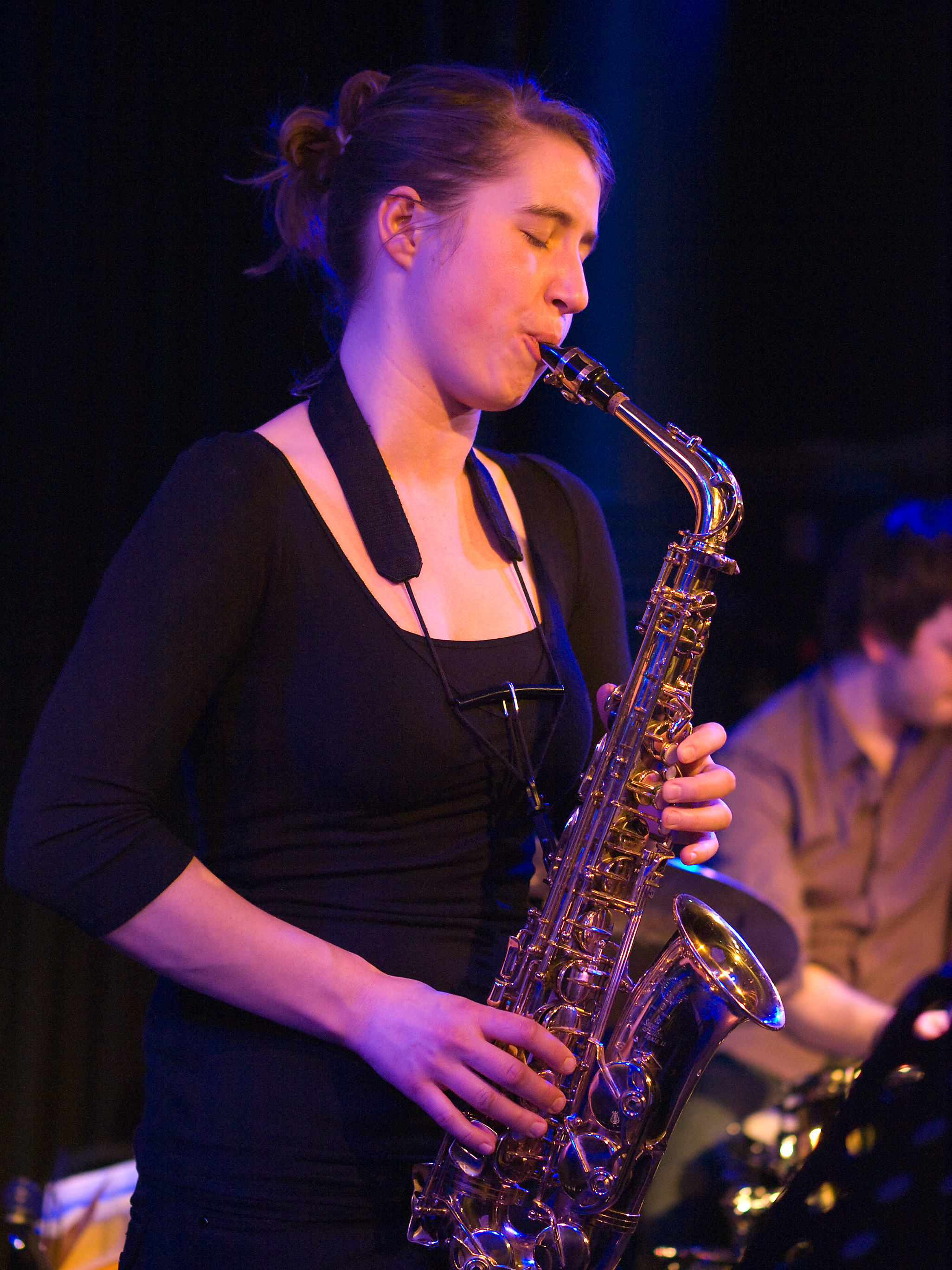
Charlotte Greve im Jazzclub Unterfahrt in München am 12. März 2010

Charlotte Elisabeth Greve (* 23. Januar 1988 in Uelzen-Veerßen) ist eine deutsche Jazzmusikerin (Altsaxophon, Flöte, auch Gesang, Synthesizer, Komposition), die seit 2012 in New York lebt.

## Leben und Wirken
Greve begann mit acht Jahren, klassische Querflöte zu lernen; mit 16 Jahren folgte Saxophonunterricht. Bei „Jugend musiziert“ und „Jugend jazzt“ wurde sie mehrfach ausgezeichnet. Seit 2007 studierte sie Jazz-Saxophon am Jazz-Institut Berlin. Während längerer Aufenthalten in New York nahm sie außerdem Unterricht bei Loren Stillman, Andrew D’Angelo, Chris Cheek, Michel Gentile und David Binney. Ab 2005 gehörte sie zum Niedersächsischen Jugendjazzorchester Windmachine. Sie spielte daneben im Duo mit dem Vibraphonisten Dierk Peters, bevor sie 2009 in Berlin das von ihr geleitete Lisbeth Quartett mit dem Pianisten Manuel Schmiedel sowie Marc Muellbauer am Bass und Moritz Baumgärtner am Schlagzeug gründete. Mit dem Lisbeth Quartett gastierte sie auf JazzBaltica (2010, 2014, 2019), dem 12 Points Jazzfestival in Dublin, der Internationalen Jazzwoche Burghausen, dem Rheingau Musik Festival sowie dem JazzFest Berlin und legte bisher (2022) fünf Alben vor. Greves instrumentaler „Ton ist ausgesprochen vokal, beinahe singend, ihr kammermusikalischer, lyrischer Jazz melodiös und gleichsam tiefsinnig, geprägt von einer Balance aus Spannung und Entspannung.“
Daneben gründete Greve 2014 in New York City das stilistisch offenere Quartett Wood River, für das sie Songs schreibt, die stark von Alternative Rock beeinflusst sind. In diesem Quartett spielt sie außer Altsaxophon auch Synthesizer und singt. Nach einem Debütalbum von Wood River im Eigenverlag, das innerhalb weniger Monate vergriffen war, folgte 2019 mit More Than I Can See dessen zweites Album. Im Jahr 2021 veröffentlichte sie das Album Sediments We Move, welches via Crowdfunding zusammen mit dem Berliner Chor Cantus Domus entstand. Aus dem Quartett hervorgegangen ist Sooner, ihr Duo mit Simon Jermyn, der im Duo vom Bass zur Gitarre wechselte.
Weiterhin gehörte Greve zum Large Ensemble von Stefan Schultze, Malte Schillers Red Balloon (The Second Time Is Different), der Morris/Webber Bigband (Both Are True, 2020) und arbeitete mit Lars Graugaard. Zu hören war sie u. a. auch als Gastmusikerin auf Marta Sánchez’ Album SAAM (Spanish American Art Museum) (Whirlwind, 2022).

## Preise und Auszeichnungen
Im August 2008 erhielt sie mit dem Duo, das sie mit Dierk Peters bildete und mit dem sie bereits beim Bundeswettbewerb Jugend jazzt 2007 einen der Hauptpreise errang, den Förderpreis des Praetorius Musikpreises verliehen. 2010 wurde Greve mit dem JazzBaltica-Förderpreis ausgezeichnet. 2012 erhielt ihr Lisbeth Quartett einen ECHO Jazz als deutscher „Newcomer des Jahres“. Im April 2022 erhielt sie den Deutschen Jazzpreis in der Kategorie „Künstler:in des Jahres“ für Sediments We Move.

## Diskographische Hinweise
- Lisbeth Quartett: Grow (Double Moon Records, 2009)
- Lisbeth Quartett: Constant Travellers (Traumton 2011)
- Lisbeth Quartett: Framed Frequencies (Traumton 2014)
- Wood River: More Than I Can See (Enja 2019, mit Keisuke Matsuno, Simon Jermyn, Tommy Crane)[4]
- Charlotte Greve, Vinnie Sperrazza, Chris Tordini: The Choir Invisible (Intakt, 2020)
- Wood River, Cantus Domus: Sediments We Move (New Amsterdam Records, 2021)
- Lisbeth Quartett: Release (Intakt 2022)[5]